# Etymologisches Wörterbuch der deutschen Sprache

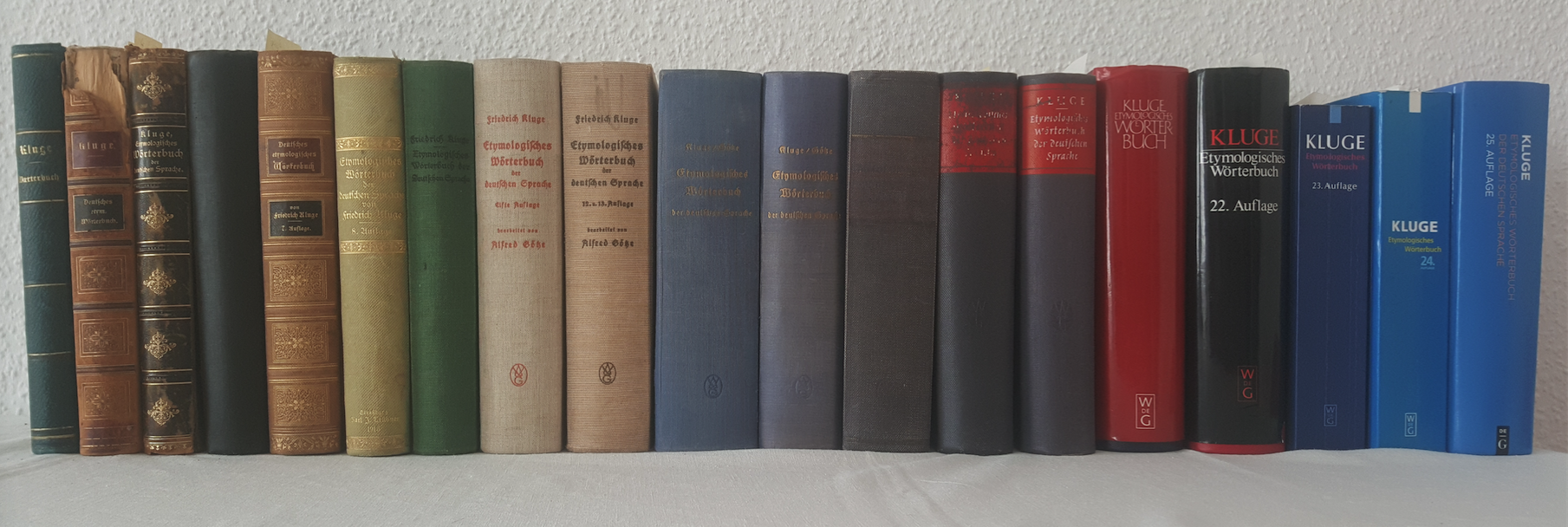
Ausgaben des „Kluge“, 1883 bis 2011

Das Etymologische Wörterbuch der deutschen Sprache ist ein Nachschlagewerk zur deutschen Sprachgeschichte. Es gilt als Standardwerk unter den etymologischen Wörterbüchern. Nach seinem Begründer und ersten Bearbeiter Friedrich Kluge wird es der Kluge genannt, beziehungsweise auch Kluge-Seebold (mit dem Bearbeiter der 22. bis 25. Auflage) zur Unterscheidung von älteren Bearbeitungen wie etwa dem Kluge-Götze (7. bis 16. Auflage) und dem Kluge-Mitzka (17. bis 21. Auflage).
Das Wörterbuch wurde bis zur 8. Auflage (1915) im Verlag Karl J. Trübner, Straßburg, veröffentlicht. Seit der 9. Auflage (1921) erscheint es im Verlag Walter de Gruyter, Berlin (und New York).

## Auflagen, Bearbeiter, Umfang
| Auflage                                   | Jahr                  | Bearbeiter        | Seiten | Stich- wörter | Bemerkungen                                                                                              |
| ----------------------------------------- | --------------------- | ----------------- | ------ | ------------- | --- |
| 1. (in Lieferungen seit 1881)             | 1883                  | Friedrich Kluge   | 392    | 3900          | mit Wörterverzeichnissen S. 395–428; archive.org                                                         |
| 2., unveränderter Abdruck                 | 1883                  | Friedrich Kluge   | 392    | 3900          | mit Wörterverzeichnissen S. 395–428; urn:nbn:de:bvb:355-ubr01061-8, archive.org                          |
| 3., unveränderte Auflage                  | 1884                  | Friedrich Kluge   | 392    | 3900          | mit Wörterverzeichnissen S. 395–428; HathiTrust; HathiTrust.                                             |
| 4., verbesserte Auflage                   | 1889                  | Friedrich Kluge   | 405    | 3600          | mit Wörterverzeichnissen S. 409–453; archive.org, archive.org, archive.org, archive.org                  |
| 5., verbesserte Auflage                   | 1894                  | Friedrich Kluge   | 425    | 3600          | mit Wörterverzeichnissen S. 428–491; archive.org, archive.org                                            |
| 6., verbesserte und vermehrte Auflage     | 1899                  | Friedrich Kluge   | 443    | 4700          | mit Wörterverzeichnissen S. 445–510; archive.org, archive.org, archive.org, 2. Abdruck 1905: archive.org |
| 7., verbesserte und vermehrte Auflage     | 1910                  | Friedrich Kluge   | 514    | 5200          | urn:nbn:de:bvb:12-bsb00070228-2                                                                          |
| 8., verbesserte und vermehrte Auflage     | 1915                  | Friedrich Kluge   | 510    | 5300          | |
| 9., durchgesehene Auflage                 | 1921                  | Friedrich Kluge   | 510    | 5300          | |
| 10., verbesserte und vermehrte Auflage    | 1924                  | Friedrich Kluge   | 552    | 6200          | |
| 11., neu bearbeitete Auflage              | 1934                  | Alfred Götze      | 740    | 8300          | |
| 12. und 13., unveränderte Auflage         | 1943                  | Alfred Götze      | 740    | 8300          | |
| 14., unveränderte Auflage                 | 1948                  | Alfred Götze      | 740    | 8300          | |
| 15., völlig neubearbeitete Auflage        | 1951                  | Alfred Schirmer   | 933    | 9500          | |
| 16., korrigierte Auflage                  | 1953                  | Alfred Schirmer   | 933    | 9500          | letzte Ausgabe in Fraktur                                                                                |
| 17., bearbeitete Auflage                  | 1957                  | Walther Mitzka    | 900    | 8500          | |
| 18., bearbeitete Auflage                  | 1960                  | Walther Mitzka    | 917    | 8700          | archive.org                                                                                              |
| 19., bearbeitete Auflage                  | 1963                  | Walther Mitzka    | 917    | 8700          | |
| 20., bearbeitete Auflage                  | 1967                  | Walther Mitzka    | 915    | 8600          | archive.org                                                                                              |
| 21., unveränderte Auflage                 | 1975                  | Walther Mitzka    | 915    | 8600          | |
| 22., neu bearbeitete Auflage              | 1989                  | Elmar Seebold     | 822    | 12.200        | unter Mithilfe von Max Bürgisser und Bernd Gregor; archive.org                                           |
| 23., erweiterte Auflage                   | 1995                  | Elmar Seebold     | 921    | 11.500        | Nachdruck als Broschur 1999                                                                              |
| 24., durchgesehene und erweiterte Auflage | 2002                  | Elmar Seebold     | 1023   | 11.900        | auch als CD-ROM                                                                                          |
| 25., durchgesehene und erweiterte Auflage | 2011                  | Elmar Seebold     | 1021   | 11.900        | in neuer Rechtschreibung; auch als E-Book und Android-App                                                |
| 26. Auflage                               | noch nicht erschienen | Frank Heidermanns |        |               | vom Verlag ursprünglich für 2021, zuletzt für Juni 2026 angekündigt                                      |

Angaben zu den Auflagen gemäß Vorsatzblättern. Seiten: nur Lexikonteil. Stichwörter: ausgezählt durch Stichprobe von je fünf Seiten der Buchstaben D, H und K. Für die 23. Auflage gibt der Verlag „13.000 Wörter“, für die 24. „mehr als 13.000 Wörter“ und für die 25. Auflage „insgesamt ca. 13.000 Wörter“ an. Die Differenz zum ausgezählten Wert stammt aus der gemeinsamen Abhandlung verwandter Begriffe, die als Einzelstichwörter gelten.

## Geschichte
Von der 10. Auflage 1924 bis zur 12./13. Auflage 1943 lautete die Widmung auf dem Vorsatzblatt: Dem deutschen Volk sein deutsches Wörterbuch.
In den 1980er-Jahren wuchs die Kritik am damaligen Zustand des Wörterbuches. Es hieß, es werde nicht intensiv genug gepflegt und sei teilweise veraltet. So war die 21. Auflage (von 1975) gegenüber der vorigen Ausgabe unverändert geblieben. Das Wolfenbütteler Arbeitstreffen vom 14.–15. September 1982 leitete eine grundlegende Neubearbeitung ein. Elmar Seebold wurde neuer Bearbeiter des Wörterbuches. Er legte 1989 mit der 22. Auflage ein vollständig neu konzipiertes Werk vor, u. a. systematisierter Lemma-Bestand, einheitliche Artikelstruktur, Nutzung elektronischer Textverarbeitung.

## Einfluss
Seit der ersten Auflage war der Kluge eine wichtige Quelle für etymologische Wörterbücher anderer Sprachen. Beispiele:
- Etymologisch Woordenboek der Nederlandsche Taal von Johannes Franck
- Etymologisk Ordbog over det norske og det danske sprog von Hjalmar Falk und Alf Torp
- Svensk etymologisk ordbok von Elof Hellquist
- An etymological dictionary of the English language von Walter William Skeat
- Dansk etymologisk ordbog von Niels Åge Nielsen[2]

## Weitere etymologische Wörterbücher des Deutschen
- Deutsches Wörterbuch von Friedrich Ludwig Karl Weigand. 5. Auflage, Töpelmann, Gießen 1909–1910. Hauptbearbeiter war der Indogermanist Hermann Hirt; dieses Wörterbuch ist zwar alt, aber umfangreich und in seinen Etymologien selbständig gegenüber Kluge.
- Etymologisches Wörterbuch des Deutschen von Wolfgang Pfeifer, erarbeitet im Zentralinstitut für Sprachwissenschaft, Berlin. 1665 Seiten. 2. Auflage, Akademie-Verlag, Berlin 1993, ISBN 3-05-000626-9. Taschenbuchausgabe: Ungekürzte, durchgesehene Ausgabe, 7. Aufl. dtv, München 2004, ISBN 3-423-32511-9.
- Duden. Das Herkunftswörterbuch. Etymologie der deutschen Sprache. Hrsg. von der Dudenredaktion, über 22.000 Stichwörter, 960 Seiten, 6., vollständig überarbeitete und erweiterte Auflage, Dudenverlag, Berlin 2020, ISBN 978-3-411-04076-6.
- Wahrig, Herkunftswörterbuch (Wahrig Band 6), Bertelsmann Lexikon Institut im Wissen Media Verlag (August 2002), ISBN 978-3-577-10071-7.